# Apus de soare
Apus de soare este o piesă de teatru din 1909; o dramă în patru acte scrisă de Barbu Ștefănescu Delavrancea. Acțiunea are loc în perioada 1503-1504.
Este prima parte Trilogiei Moldovei care mai conține piesele de teatru Viforul (1910) și Luceafărul (1910). Apus de soare este o dramă istorică, fiind o lucrare scrisă pentru a fi reprezentată pe scenă, cu un conținut grav, conflicte puternice și cu un deznodământ trist.
Zoe Dumitrescu Bușulenga a remarcat influențele shakespeariene asupra Trilogiei Moldovei, afirmând că, la fel ca în Iulius Cezar, conspirația apare în Apus de soare încă de la începutul piesei, conspiratorii discutând despre slăbiciunea împăratului, respectiv a domnitorului. În privința semnelor prevestitoare, acestea apar în întreaga dramaturgie istorică (și nu numai), dar aici nu se poate vorbi despre influența anume a unui text, ci de o tradiție în ceea ce privește construirea textului dramatic.
Titlul piesei reprezintă o metaforă care ilustrează drama morții lui Ștefan cel Mare ce este asemănată cu apusul soarelui Moldovei.
Apus de soare prezintă perioada 1503 - 1504 din istoria Moldovei.

## Rezumat
În actul I, curtea domnească din Suceava se afla sub semnul a două embleme: soarele toamnei (care prevestește iarna bătrâneții lui Ștefan) și bourul Moldovei - simbol al întemeierii și al integrității. În numele celei de-a doua embleme, bătrânul voievod decide să recucerească Pocuția, vechi teritoriu moldovenesc, stăpânit de Polonia. Rugat de doamna Maria să-și amâne expediția (dată fiind rana pe care o avea la un picior și apropierea iernii), domnitorul refuză: „... și Ștefan n-a murit încă". La chemarea voievodului, șirurile de luptători se îndreaptă spre Suceava, ca puhoaiele de munte, arătând „ce bogată e Moldova". În actul al doilea, cele dintâi vești despre victorie le aduce clucerul Moghilă, care anunță sosirea „Leului Moldovei" - biruitor, dar cu rana de la picior agravată. Desfășurarea luptei este reconstituită în cuvintele acestui martor ocular, în toată măreția ei. Aflăm astfel că, ajungând până în zona numită Halici, voievodul și-a organizat oastea, așteptând sosirea polonezilor (leșilor). Tehnica fiind cea a învăluirii dușmanului, bătălia este crâncenă, încât „curse sânge până la țurloaiele cailor". Importantă este însă nu desfășurarea de forțe, ci dimensiunile aproape fabuloase ale personajului central, care a măturat totul în cale ca și când în acest bătrân s-ar fi întrupat stihiile naturii dezlănțuite.
Odată cu sosirea lui Ștefan cel Mare în cetatea de scaun, se manifestă primul conflict al dramei (previzibil încă din actul I): trei mari boieri (paharnicul Ulea, jitnicerul Stavăr și stolnicul Drăgan) uneltesc împotriva voinței domnitorului. Din punct de vedere istoric, un complot boieresc a existat în timpul domniei lui Ștefan cel Mare, așa cum relatează Grigore Ureche în cronica sa. În dramă, cei trei boieri doresc să-l înscăuneze pe Ștefăniță (convinși fiind că „vulturul bătrân" va muri în curând), fapt care le-ar fi permis să conducă ei țara. Aceasta contravine însă voinței voievodului care-l hărăzise ca urmaș la tron pe Bogdan - singurul care i-ar fi putut continua opera. La modul simbolic, domnia lui Ștefăniță ar fi echivalat cu o întoarcere în haos; și cum Ștefan reprezenta „soarele Moldovei", conflictul devine mitic, este ca lupta dintre lumină și întuneric (despre care vorbesc unele mituri).
În actul al III-lea, simțindu-și sfârșitul aproape, voievodul îi adună pe boieri, curteni și oșteni, pentru „a sta mărturie" la urcarea lui Bogdan pe tron. Absența paharnicului Ulea de la ceremonie, jocul de cuvinte al domnitorului (care presupune că pe Ulea „doare capul", deoarece nu stă bine la locul lui), demonstrează precipitarea conflictului exterior (dintre voievod și boierii uneltitori).
După ce domnul își ocupă locul pe tronul pe care stătuse 47 de ani, urmează momentul discursului; acesta este punctat de tunete și fulgere, subliniind furtuna din sufletul personajului. Cuvintele domnitorului relevă sentimentul datoriei împlinite și rezumă o istorie a cărei esență au constituit-o războiul și jertfa. După impresionantul testament politic lăsat urmașilor, Ștefan îi pune mantia lui Bogdan și-l așează pe tronul Mușatinilor. Gestul îngenuncherii în fața noului domn nu este doar ceremonial: el constituie sfârșitul unei jumătăți de veac glorioase, la capătul căreia, rostogolindu-se de pe treptele tronului în bratele doctorilor, Ștefan cel Mare devine un simplu om. În actul al IV-lea, după ce doctorii străini îi ard rana de la picior cu fierul înroșit în foc, Ștefan aude, afară, printre glasurile celor care-l aclamau pe Bogdan, câteva voci răzlețe rostind numele lui Ștefăniță. Devenit justițiar în numele legii străbune, Ștefan îl străpunge cu sabia pe Ulea (care „murise înainte de-al izbi", copleșit de forța morală a voievodului). Scena - cu prelungiri cosmice - face din Ștefan cel Mare un personaj de mit: cu sabia sa (numită „sfânt oțel"), domnul oprește „cutremurul" care amenință Moldova și „umple prăpastia" (ca la o nouă naștere a Pământului). Cel de-al doilea conflict este psihologic, iar Ștefan constă în conștiința sa că moartea se apropie, de aceea el meditează în fața portretului lui Alexandru cel Bun („acesta fu un om și nu mai e de mult"), în actul al II-lea; urmează apoi scena întâlnirii cu meșterul pietrar care urmează să-i pregătească lespedea de pe mormânt; tragismul spuselor voievodului despre cei trei boieri este marcant: „Nici n-au treierat grâul din care să-mi fiarbă coliva și mi-o și împart" (cuvinte în care se îmbină ambele conflicte). În tot ceea ce spune Ștefan, repetarea cuvintelor „bătrân", „bolnav" și „neputincios" relevă drama pe care o trăiește omul în fața morții. Conștient de zădărnicia lucrurilor, ca și convingerea că strălucirea și gloria sunt deșarte, se degajă din scena arderii rănii: voievodul le cere doctorilor să pună foc „pretutindeni", „până s-o preface-n scrum trecuta mărire de-o clipă, care a fost odinioară nebiruitul Ștefan ".
În momentele arderii rănii, înfrățindu-și durerea cu patimile lui Iisus, Ștefan cel Mare capătă o aură de sacralitate. Măreția voievodului este însă dincolo de uman: hotărârea de „a duce" Moldova și după ce nu va mai fi, testamentul politic lăsat tinerilor (în care domnul le dăruiește țara, lor și generațiilor care vor veni, până „în veacul vecilor"), fac din Ștefan o figură legendară. Strâns legat de al Il-lea conflict este și titlul metaforic al dramei, moartea lui Ștefan cel Mare fiind asemuită cu un grandios crepuscul. Titlul este justificat de supranumele dat eroului principal -„Soarele Moldovei" - a cărui măreție conferă dramei caracter poematic. Fiecare scenă din cele patru acte constituie o relevare a acestei măreții. Din lunga domnie a lui Ștefan cel Mare, sunt alese câteva momente: o luptă, un complot boieresc, înscăunarea lui Bogdan, moartea voievodului. Fiecare moment este arhetipal, împreună alcătuind imaginea grandioasă a creatorului de istorie, a justițiarului, a omului, a tatălui. „Soarele Moldovei" este văzut din mai multe unghiuri: fetele de la curtea domneasca îl numesc „Măritul", „Slăvitul" și „Sfântul"; clucerul Moghilă îl caracterizează prin cuvintele „Leul Moldovei", iar boierii, copleșiți de măreția și autoritatea lui, îi spun „ Șoimanul" și „ Vulturul bătrân"

## Personaje
| - Ștefan cel Mare - Bogdan - Logofătul Tăut - Postelnicul Toader - Vornicul Jurj - Hatmanul Arbore - Pârcălabul Dragoș - Pârcălabul Alexa - Pârcălabul Grumază - Pârcălabul Șandru - Pârcălabul Costea - Pârcălabul Negrilă - Bătrânul Șteful, fost pârcălab - Bătrânul Hraman, fost pârcălab - Paharnicul Ulea - Clucerul Hrincovici - Vameșul Chiracola - Clucerul Moghilă - Stolnicul Drăgan - Jitnicerul Stavăr - Petru Rareș - Doftorul Ieronimo da Cesena de la Veneția - Doftorul Șmil | - Doftorul Johan Klingensporn de la Nürnberg - Țugulea Movilă - Un pietrar - Un curtean - Doamna Maria - Irina, fiica pârcălabului Dajbog (n. 1476) - Reveca, fiica comisului Huru (n. 1476) - Bălașa, fiica pârcălabului Oană (n. 1484) - Ilinca, fiica pârcălabului Gherman (n. 1484) - Domnica, fiica hatmanului Arbore - Ancuța, fiica pârcălabului Toader - Oleana, fiica vornicului Duma - Fira, fiica pârcălabului Dragoș - Lisandra, fiica pârcălabului Alexa - Joița, fiica pârcălabului Ivanco - Neaga, fiica pârcălabului Șandru - Ileana, fiica pârcălabului Ivașcu - Hera, fiica pârcălabului Grumază - Stănișoara, fiica pârcălabului Ieremia - Oana - Dochia - Căpitani, copii de casă - Aprozi, hotnogi, hânsari etc. |

## Aprecieri critice
Ion Luca Caragiale a afirmat că „Apus de soare e o dramă în patru mari tablouri, a căror perfectă unitate se-ncheagă împrejurul tipului cardinal - Ștefan cel Mare. În ele sunt adunate și coordonate, gradat și armonic, toate elementele acelei prodigioase figuri istorice și a mândrei sale epoce de eroism; naiva bonomie de răzaș cuminte și sănătos; blândețea și omenia față cu cei ce-l ascultă și-l iubesc; dragostea lui de copii și de cei mici, ca a cocoșului împintenat pentru puii care ciugulesc în raza pazei lui[...] Și ... Soarele apune. Sunt toate patru tablourile, grupurile așa de logic și de simetric așezate, ținându-se fiecare figură în potrivită perspectivă ... Și totdeauna în față, aproape pe același plan, alături cu figura măreață a eroului, acea suavă arătare a copilei, Oana cea pe drept cuvânt iubită de el - tipul bunătății și cumințeniei, supunerii și devotamentului, adorând pe strălucitul ei binefăcător ca pe un sfânt ce este - seamănă cu un luceafăr mic, sclipind și el totdeauna împrejurul marelui astru“.

## Teatru radiofonic
- Regia artistică: Constantin Moruzan; cu: George Calboreanu, Mircea Anghelescu, Ion Manta, Aurel Athanasiu, Sorin Gabor, Dan Nasta, Nicu Dimitriu, Aurel Ghițescu, Gheorghe Ionescu Gion, George Carabin, Fory Etterle, Clody Bertola

- Regia Dan Puican; cu: Gheorghe Cozorici, Adela Mărculescu, Mariana Buruiană, Mircea Albulescu, George Constantin, Corado Negreanu, Ion Punea, Ion Henter, Ion Siminie, Daniel Tomescu, Răzvan Ionescu, Mișu Fotino, Ica Matache, Ruxandra Sireteanu